# J. Thomaz
João Thomaz de Oliveira Junior, mais conhecido como J. Thomaz, (Rio de Janeiro, 17 de novembro de 1898 – Rio de Janeiro, 24 de novembro de 1948) foi um compositor, cantor, instrumentista, maestro e comissário de polícia brasileiro.

## Carreira como baterista
J. Thomaz participou da fanfarra da Brigada Policial do Rio de Janeiro, entre 1917 e 1920. Em 1921, conhecido como Thomazinho, entrou para o conjunto Oito Batutas, tocando bandola e reco-reco. No ano seguinte, recebeu de Arnaldo Guinle uma bateria estadunidense completa. Ainda em 1922, J. Thomaz participou de uma excursão do grupo pela Argentina, onde gravaram vinte músicas na capital, inclusive sua composição "Faladô". Desavenças resultaram na sua saída do conjunto - J. Thomaz, então, retornou ao Brasil com Donga e Julinho de Oliveira, com os quais formou o grupo Oito Cotubas.

## Carreira como maestro e regente
Em uma festa de São João, queimou suas mãos ao soltar um foguete. Por esse motivo, deixou a bateria e passou a atuar como maestro, utilizando luvas brancas no lugar da batuta. Em 1925, J. Thomaz era diretor da orquestra do Cinema Paris. Em 1926, comandava a orquestra Brazilian Jazz, que foi a atração principal do 15º aniversário do jornal A Noite. Entre os membros de seu grupo de jazz incluíam-se os pistonistas Sebastião Cirino e Valdemar, o trombonista Vantuil de Carvalho, os saxofonistas Lafayette e Paraíso, o violinista Wanderley e o pianista Augusto Vasseur.
Em 1929, J. Thomaz dirigiu a orquestra da Companhia de Revistas de Margarida Max na peça "Guerra ao Mosquito", encenada no Carlos Gomes. Nesse mesmo ano, passou a comandar a Orquestra Brunswick do Brasil. A partir de 1931, seu nome aparecia como "popular maestro" no noticiário. No Carnaval de 1933, recebeu grandes elogios por sua atuação no baile do Theatro Municipal. Em junho do mesmo ano, J. Thomaz conquistou um dos prêmios do concurso promovido por A Noite. No Carnaval de 1935, voltou a receber destaque pelo seu trabalho no baile do Municipal e no baile popular organizado pelo Departamento de Turismo na Avenida das Nações.
À época que dirigiu a orquestra do Cinema Central, trabalhou com Ary Barroso, que o considerava irascível.

## Vida política
Em julho de 1933, J. Thomaz foi eleito pela União dos Professores de Orchestra como seu delegado-eleitor para a Assembleia Nacional Constituinte de 1933, responsável pela elaboração da Constituição de 1934. Em 1939, J. Thomaz integrou a "Comissão dos 9", que discutiu o anteprojeto proposto pelo Ministério do Trabalho para regulamentação da profissão de músico.

## Outras atividades
J. Thomaz era muito ativo em diversas corporações e sindicatos de músicos. Em 1933, participou como delegado do Congresso Nacional Syndicalista, representando o Centro Musical do Rio de Janeiro. Foi presidente do Sindicato dos Músicos do Rio de Janeiro em 1935. Em 1940, J. Thomaz organizou uma parada com 600 músicos em frente ao Palácio Guanabara para homenagear o decênio de governo de Getúlio Vargas. Em 1945, foi candidato único ao Conselho da Sociedade Brasileira de Autores Teatrais, como representante da música popular, no lugar de Custódio Mesquita, que faleceu antes de assumir.
Em 1914, seu pai lhe arranjou um emprego na Estrada de Ferro Central do Brasil, onde permaneceu por três anos. Em 1917, sentou praça como voluntário da Brigada Policial, sendo membro da fanfarra até 1920. Em janeiro de 1937, por ato do prefeito Olímpio de Melo, J. Thomaz foi nomeado comissário da Polícia Municipal do Rio de Janeiro. Em fevereiro desse ano, já estava atuando na repressão de crimes envolvendo jogos de baralho e entorpecentes, em particular uma variante de maconha. De acordo com A Noite, J. Thomaz permanecia na função em novembro de 1940.

## Vida pessoal
J. Thomaz nasceu no bairro do Catumbi, filho de um ferroviário.

## Discografia
Toda a sua discografia foi publicada em discos de 78 rotações:
- Sarambá/Rain (Brunswick, 1929)
- Tu vais chorar/Terezinha (Brunswick, 1929)
- Aída (Brunswick, 1930)
- Guiomar (Brunswick, 1930)
- Juvená (Brunswick, 1930)
- Lei é dura (Brunswick, 1930)
- Miolo de baiano (Brunswick, 1930)
- Levanta meu nego/Vê se pode (Victor, 1931)
- Vai trabalhar/Sou do Catete (Odeon, 1931)

## Composições
Uma lista de suas principais composições inclui:
- "Faladô" (samba interpretado pelo conjunto Oito Batutas, 1922)
- "Mineiro com botas" (teatro de revista composto com Martinez Grau, com letras de Marques Porto e Luís Peixoto, 1929)
- "Guerra ao mosquito" (teatro de revista composto com Luís Peixoto e Marques Porto, 1929)
- "Sarambá" (samba composto com Duque[4] e interpretado pela Orquestra Brunswick, 1929)
- "Terezinha" (samba-canção interpretado pela Orquestra Brunswick, 1929)
- "Carioca" (samba composto com Orestes Barbosa e interpretado por Castro Barbosa, 1930)
- "Vou pegá lampeão" (samba interpretado por Castro Barbosa, 1930)
- "Vê se pode" (maxixe composto com Sátiro de Melo e interpretado pela Orquestra J. Thomaz, 1930)
- "Flor do asfalto" (fox-samba composto com Orestes Barbosa e interpretado por Castro Barbosa, 1931)
- "Rosalina" (samba composto com Orestes Barbosa e interpretado por Jonjoca, 1931)
- "Sonia" (valsa composta com Orestes Barbosa e interpretada por Alda Verona, 1932)
- "Viva o meu Brasil" e "Nega Maria" (sambas interpretados por Elisa Coelho, 1932)
- "Carnaval triste" (fox-canção composto com Orestes Barbosa e interpretado por Jorge Fernandes, 1932)
- "Galgo russo" (fox-trot composto com Orestes Barbosa e interpretado por Paulo Neto de Farias, 1932)
- "Saudades do arranha-céu" e "Olhos perdidos" (fox-canções compostos com Orestes Barbosa e interpretados por Jesy Barbosa, 1933)
- "Peço a palavra pela ordem!" (samba interpretado por Arnaldo Amaral, 1933) - 4º lugar no concurso de A Noite
- "Revertere ad locum tuum" (samba interpretado por Arnaldo Amaral, 1933) - menção honrosa no concurso de A Noite